# Sinagoga de Besançon
La Sinagoga de Besançon és una sinagoga asquenazita, que es troba a França, en la ciutat de Besançon. La seva arquitectura està basada en l'art mudèjar. L'edifici és un dels pocs llocs de culte jueu de França que es van conservar durant la Segona Guerra Mundial.